# Love's Holding On
«Love's Holding On» es una canción de la banda alemana de heavy metal Axel Rudi Pell y la cantante galesa Bonnie Tyler. La canción fue lanzada a la radio el 31 de marzo de 2017 por SPV GmbH como el sencillo principal del último álbum de Axel Rudi Pell The Ballads V.

## Lista de canciones
Descarga digital
1. "Love's Holding On" (versión de radio) – 3:39

Sencillo en CD europeo
1. "Love's Holding On" (Versión de radio) – 3:39
2. "Love's Holding On" (versión del álbum) – 5:06